# Тереза Марінова
Тереза Моончева Марінова (болг. Тереза Мончева Маринова; нар. 5 вересня 1977, Плевен, Болгарія) — болгарська легкоатлетка, що спеціалізується на потрійному стрибку, олімпійська чемпіонка 2000 року, призерка чемпіонатів світу та Європи.

## Кар'єра
| Рік                  | Змагання                       | Місто                      | Місце                | Примітки             |                      |
| Представник Болгарія | Представник Болгарія           | Представник Болгарія       | Представник Болгарія | Представник Болгарія | Представник Болгарія |
| -------------------- | ------------------------------ | -------------------------- | -------------------- | -------------------- | -------------------- |
| 1994                 | Чемпіонат світу серед юніорів  | Лісабон, Португалія        | 15 (кв.)             | 12.82 м              |                      |
| 1995                 | Чемпіонат Європи серед юніорів | Ньїредьгаза, Угорщина      | 1                    | 13.90 м              |                      |
| 1996                 | Чемпіонат Європи в приміщенні  | Стокгольм, Швеція          | 16 (кв.)             | 13.40 м              |                      |
| 1996                 | Чемпіонат світу серед юніорів  | Сідней, Австралія          | 1                    | 14.62 м              |                      |
| 1997                 | Чемпіонат світу в приміщенні   | Париж, Франція             | 8                    | 14.00 м              |                      |
| 1997                 | Чемпіонат світу                | Афіни, Греція              | 6                    | 14.34 м              |                      |
| 1998                 | Чемпіонат Європи в приміщенні  | Валенсія, Іспанія          | 9                    | 13.81 м              |                      |
| 1998                 | Чемпіонат Європи               | Будапешт, Угорщина         | 3                    | 14.50 м              |                      |
| 1999                 | Чемпіонат світу в приміщенні   | Маебасі, Японія            | 4                    | 14.76 м              |                      |
| 2000                 | Олімпійські ігри               | Сідней, Австралія          | 1                    | 15.20 м              |                      |
| 2001                 | Чемпіонат світу в приміщенні   | Лісабон, Португалія        | 1                    | 14.91 м              |                      |
| 2001                 | Чемпіонат світу                | Едмонтон, Канада           | 3                    | 14.58 м              |                      |
| 2002                 | Чемпіонат Європи в приміщенні  | Відень, Австрія            | 1                    | 14.71 м              |                      |
| 2003                 | Чемпіонат світу в приміщенні   | Бірмінгем, Велика Британія | 10 (кв.)             | 14.09 м              |                      |
| 2004                 | Чемпіонат світу в приміщенні   | Будапешт, Угорщина         | 16 (кв.)             | 14.13 м              |                      |
| 2006                 | Чемпіонат світу в приміщенні   | Москва, Росія              | 6                    | 14.37 м              |                      |
| 2006                 | Чемпіонат Європи               | Гетеборг, Швеція           | 6                    | 14.20 м              |                      |